# Кирха памяти королевы Луизы
Кирха памяти королевы Луизы — историческое здание в Калининграде, одна из достопримечательностей города. В прошлом — лютеранская церковь, ныне в здании кирхи расположен Калининградский областной театр кукол. Адрес — проспект Победы, 1 (на территории Центрального парка).

## История
Кирха строилась в память о королеве Пруссии Луизе (1776—1810). Автор проекта — архитектор Фридрих Хайтманн.
Церковь была построена в 1899—1901 годах. С южной стороны к церкви были пристроены дом священника и домик для конфирмующихся, по стилю похожие на саму церковь (не сохранились).
Здание церкви было повреждено в ходе войны и долгое время простояло в руинах без применения. В шестидесятых годах планировался её снос, но церковь была спасена архитектором государственного проектного института гражданского строительства Юрием Вагановым, который разработал проект переоборудования здания бывшей кирхи в здание Калининградского областного театра кукол. В соответствии с этим проектом кирха была восстановлена и начала действовать в новом качестве в 1976 году.
Внешний облик восстановленного здания большей частью соответствует её предвоенному виду, в то время как интерьер был полностью изменён, чтобы лучше соответствовать новой функции здания. Остатки сводов были снесены, а помещение церкви было разделено на два этажа современными перекрытиями. Первый этаж используется как выставочный зал, на втором размещён зал для представлений.

## Архитектура
Архитектуру церкви нельзя однозначно отнести к определённому стилю. Первоначально здание замышлялось как неоренессансное, но потом проект был изменён. Построенное здание имеет черты романского стиля, но стиль здания скорее является не подражанием исторической архитектуре, а романтической интерпретацией прошлого. Также имеются элементы модерна.
Размеры здания следующие: 47 м в длину (по внешним обмерам), 22 метра в ширину, средний неф имеет высоту на просвет 16,5 м. Церковь трёхнефная, асимметрическая. Ширина среднего нефа — 12 м, северного — 6, южного — всего 2. Последний пролёт среднего нефа и весь северный боковой неф были перекрыты эмпорой. Южный неф был ниже, достигая только высоты эмпор. Благодаря этому с южной стороны была возможность доступа света.
Углы и дверные и оконные проёмы церкви были отделаны гидропесчаником фирмы «Зайер» из Берлина, все остальные поверхности были оштукатурены. Церковь имеет две неодинаковые башни. На главной башне расположены часы.